# Мзареулов, Константин Давидович
Мзареулов Константин Давидович (5 августа 1954, Баку, Азербайджанская ССР, СССР — 8 января 2018) — советский и российский писатель-фантаст.

## Биография
- 1983 г. — опубликован первый рассказ
- Член совета Бакинского клуба любителей фантастики «Зодиак».
- Принимал участие в семинарах ВТО МПФ в Минске (1990 г.) и Ялте (1991 г.).
- В 1995 году принимал участие в телеигре Своя игра[1]
- С 2004 года жил и работал в Хьюстоне.

## Произведения

### Циклы произведений
- Галактический блиц
  - Галактический блиц (2012)
  - Звёздный блицкриг. Зовите меня Смерть (2012)
- Звездный Лабиринт
  - Звёздный Лабиринт (1997)
  - Звёздный Лабиринт 2 (1999)
- Семь печатей тайны
  - Видящий смерть (1999)
  - Досье вурдалака (1999)
  - Оттуда не возвращаются (1999)
- Хроники Фауста
  - Изгнанники Нирваны (2000)
  - Козырной король (2000)
  - Демоны Грааля (2002)

### Романы
- Империя очень зла (2008)

### Участие в межавторских проектах
Свободные фантазии на тему миров Стругацких // межавторский цикл
- Хорёк в мышеловке (1998)[2]

### Повести
- Звёздный наездник (1990)

### Рассказы
- Двести лет спустя (1983)
- Длинная цепь логических ошибок (1988)
- Миллиард наносекунд до конца света (1989)
- Высший стимул (2001)
- Третье лицо сатаны (2001)
- Лестница смерти (2003)
- Варианты без выбора (2004)

### Прочие произведения
- Фантастика. Общий курс (1994)[3]